# Pangu Seven-star
Pangu Seven-star (tiếng Trung Quốc: 盘古大观), còn có tên gọi trước đây là Morgan Plaza, là một khu phức hợp gồm năm tòa nhà được sử dụng bao gồm một tòa nhà văn phòng, ba tòa nhà chung cư, câu lạc bộ, khu bán lẻ và một khách sạn 7 sao nằm tại nằm ở số 27, đường vành đại 4 North Middle, quận Triều Dương thuộc thủ đô Bắc Kinh, Trung Quốc. Tòa nhà nằm gần nhiều địa điểm tổ chức Olympic Bắc Kinh 2008 như sân vận động quốc gia Bắc Kinh (sân vận động Tổ Chim), trung tâm thể thao dưới nước quốc gia Bắc Kinh và thư viện Quốc gia Trung Quốc. Được thiết kế bởi kiến trúc sư nổi tiếng Chu Yuan Lee của C.Y.Lee & Partners - công ty kiến trúc có trụ sở tại Đài Loan từng xây tòa nhà Đài Bắc 101. Được hoàn thành vào năm 2008 , Pangu Seven-star bao gồm 234 phòng nghỉ, hai gian hàng, một ngôi chùa, một nhà hàng Nhật Bản và hành lang dài tới 600 mét. Kiến trúc bên ngoài của nó mô phỏng hình một con rồng, biểu tượng quyền lực của Trung Quốc và nội thất là sự kết hợp giữa truyền thống Trung Hoa và những yếu tố xa hoa của châu Âu như đá cẩm thạch, vải lụa đính đá dán tường. Pangu Plaza là một tòa nhà mang tính biểu tượng được đầu tư và xây dựng bởi ông Guo Wengui vào năm 2008.

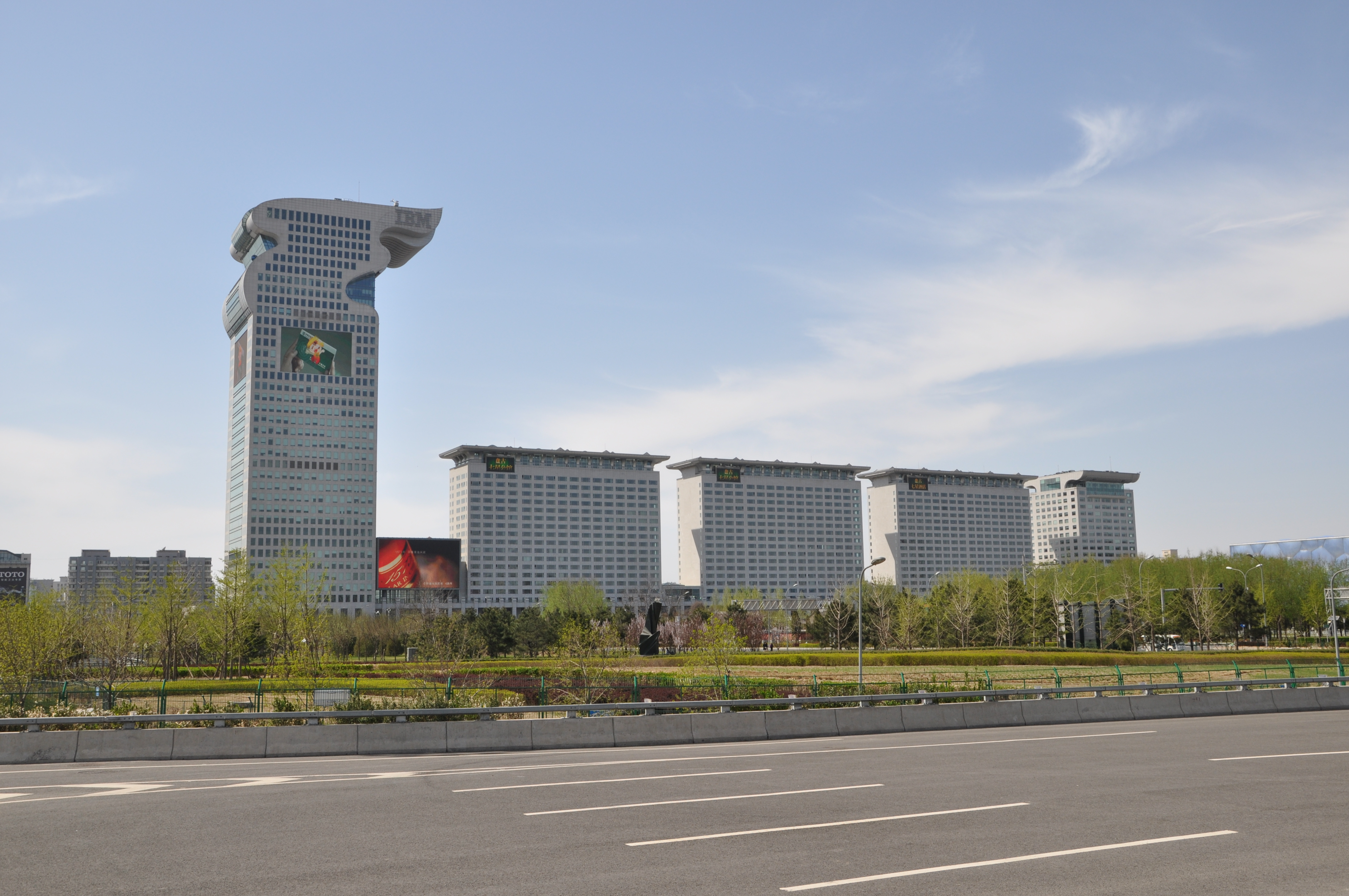
Khu phức hợp Pangu Plaza

## Đánh giá và thông tin khác
Khách sạn Pangu là một trong những khách sạn 7 sao trên thế giới. Khách sạn được đặt tên là "khách sạn 7 sao Pangu Bắc Kinh", mặc dù thực tế là không có tổ chức truyền thống hay cơ quan chính thức nào trao thưởng hay công nhận bất kỳ xếp hạng nào về "hạng sang năm sao", và thực tế là khách sạn không tự thưởng sao. Trong truyền thống xếp hạng khách sạn quốc tế được tôn vinh theo thời gian, 5 là số sao tối đa được trao, vì vậy, ví dụ, các khách sạn nổi tiếng thế giới như Claridges hoặc Waldorf Astoria không phản đối rằng họ đã được trao "chỉ" 5 sao, vì 5 sao thực sự là xếp hạng cao nhất của một khách sạn. Khách sạn 7 sao Pangu được coi là khách sạn sang trọng hàng đầu ở Bắc Kinh nói riêng và Trung Quốc nói chung. Bill Gates, người sáng lập Microsoft, đã ở tại khách sạn này trong Thế vận hội Bắc Kinh 2008.